# مارثا السويدية
الأميرة مارثا من السويد (مارثا صوفيا لويزا داغمار تيرا؛ 28 مارس 1901 – 5 أبريل 1954) كانت ولية عهد النرويج بصفتها زوجة الملك المستقبلي أولاف الخامس، وذلك من عام 1929 حتى وفاتها في عام 1954. ونظرًا لأن أولاف لم يصبح ملكًا إلا في عام 1957، فإن مارثا لم تصبح أبدًا ملكة النرويج. ابنها هارالد الخامس هو ملك النرويج الحالي. الأميرة مارثا هي الشقيقة الكبرى للملكة أستريد ملكة بلجيكا، والخالة من جهة الأم للدوقة الكبرى جوزفين شارلوت من لوكسمبورغ، والملك بودوان والملك ألبير الثاني من بلجيكا.
انخرطت ولية العهد مارثا وعائلتها في عام 1940 في أحداث الحرب العالمية الثانية بعد غزو ألمانيا للنرويج. وبعد فرارها إلى وطنها السويد، تم إجلاؤها إلى الولايات المتحدة بمساعدة الرئيس فرانكلين د. روزفلت، حيث أدت دورًا فعالًا في تمثيل النرويج وجمعت التبرعات لصالحها حتى نهاية الحرب. وفي عام 1942، منحها الملك هاكون السابع ملك النرويج، والد زوجها، وسام السيدة الكبرى للصليب الأعظم من وسام القديس أولاف الملكي النرويجي.

## الزواج والحياة الملكية
ولدت الأميرة مارتا في ستوكهولم كإحدى بنات الأمير كارل السويدي والأميرة إينغبورغ الدنماركية، عقب ارتباط دام لمدة سنة، تزوجت بابن عمها، أولاف ولي عهد النرويج، في كاتدرائية أوسلو يوم 21 مارس 1929. وكان زفاف مارتا هو أول حفل زفاف ملكي في النرويج منذ 340 سنة. يعتقد أن زواجهم تكلل بالنجاح وغالباً ما يرجع ذلك إلى حبهم الصادق ومشاعر المودة لبعضهم البعض ونتج عنه ثلاثة أولاد: راغنيلد (1930–2012)؛ أستريد (م. 1932)؛ هارالد (م. 1937).

## الوفاة
بعد فترة طويلة من معاناتها مع المرض، توفيت مارتا بسبب السرطان في أوسلو في عام 1954. وجاءت وفاتها قبل اعتلاء زوجها العرش بأكثر من ثلاث سنوات بقليل.

## الإرث
سميت أرض تبلغ مساحتها 970,000 كم² في القارة القطبية الجنوبية ساحل الأميرة مارتا تكريماً لها.
أقيم تمثال للأميرة خارج السفارة النرويجية في واشنطن العاصمة في عام 2005. في عام 2007، نصبت نسخة طبق الأصل من التمثال في ساحة القصر الملكي في أوسلو.

## الألقاب والأوسمة
- 28 مارس 1901 – 1905: صاحبة السمو الملكي الأميرة مارتا من السويد والنرويج
- 1905 – 21 مارس 1929: صاحبة السمو الملكي الأميرة مارتا من السويد
- 21 مارس 1929 – 5 أبريل 1954: صاحبة السمو الملكي ولية عهد النرويج

### الأوسمة
- النرويج: صليب رفيع برتبة فارس مع طوق وسام القديس أولاف[1]

## روابط خارجية
- مقالات تستعمل روابط فنية بلا صلة مع ويكي بيانات
- موقع العائلة الملكية النرويجية: مارتا ولية العهد